# Piotr Tomczak
Piotr Józef Tomczak – polski fizyk, doktor habilitowany nauk fizycznych, specjalizuje się w fizyce teoretycznej, nauczyciel akademicki Uniwersytetu im. Adama Mickiewicza w Poznaniu. w latach 2012-2015 redaktor naczelny "Postępów Fizyki".

## Życiorys
Stopień doktorski uzyskał w 1992 w poznańskim Instytucie Fizyki Molekularnej PAN na podstawie rozprawy pt. Przejścia fazowe w układach niejednorodnych przestrzennie opisanych hamiltonianem Isinga (promotorem był prof. Andrzej Ferchmin). Habilitował się w 2002 na podstawie oceny dorobku naukowego i pracy pod tytułem Niskowymiarowe układy spinowe. 
Pracuje jako profesor nadzwyczajny w Zakładzie Fizyki Kwantowej Wydziału Fizyki UAM. Na poznańskim wydziale prowadzi zajęcia m.in. z przejść fazowych, fizyki kwantowej oraz zaawansowanej mechaniki kwantowej.
Swoje prace publikował m.in. w "Acta Physica Polonica". Jest członkiem Polskiego Towarzystwa Fizycznego.